# Хайнрих фон Шаумбург-Липе
Хайнрих Константин Фридрих Ернст фон Шаумбург-Липе (на немски: Heinrich Konstantin Friedrich Ernst Prinz zu Schaumburg-Lippe; * 25 септември 1894, Бюкебург; † 11 ноември 1952, Бюкебург) е принц от Шаумбург-Липе.

## Произход
Той е шестият син (от девет деца) на княз Георг фон Шаумбург-Липе (1893 – 1911) и принцеса Мария Анна фон Саксония-Алтенбург (1864 – 1918), дъщеря на Мориц фон Саксония-Алтенбург (1829 – 1907) и принцеса Августа фон Саксония-Майнинген (1843 – 1919).

## Фамилия
Хайнрих се жени (цив.) в Берлин на 30 май 1933 г., (рел.) на 10 юни 1933 г. в Софиенройт до Шьонвалд за графиня Мария Ерика Гизела Ада Елизабет Алберта фон Харденберг (* 10 февруари 1903, Хофгайзмар; † 15 юли 1964, Бад Оейнхаузен), разведена през 1927 г. от Валтер Бронзарт фон Шелендорф († 1958), дъщеря на граф Алберт Херман Вилиам Анатол Емануел фон Харденберг (1873 – 1945) и Валдтраут фон Арним (1883 – 1965). Те имат една дъщеря:
- Дагмар Мария Елизабет фон Шаумбург-Липе (* 18 февруари 1934, Берлин; † 24 декември 2008), омъжена I. на 7 май 1956 г. в Кронберг им Таунус за Кристоф Калау фом Хофе (* 16 септември 1931, Швирзе, окр. Оелс; † 8 октомври 1981, Каракас, Венецуела), II. на 27 януари 1989 г. в Целе за Хайнц Хайне (* 8 януари 1907, Грослихтерфелде при Берлин; † 26 февруари 1991, Целе)